# 갈색사향고양이
갈색사향고양이(Paradoxurus jerdoni)는 인도 서고츠의 고유종이다. 갈색팜시벳(brown palm civet) 또는 저던팜시벳(Jerdon's palm civet)으로도 불린다. 2종의 아종, P. j. jerdoni과 P. j. caniscus이 알려져 있다. 술라웨시섬사향고양이도 영어명으로는 갈색팜시벳(brown palm civet)으로 불린다.

## 분포

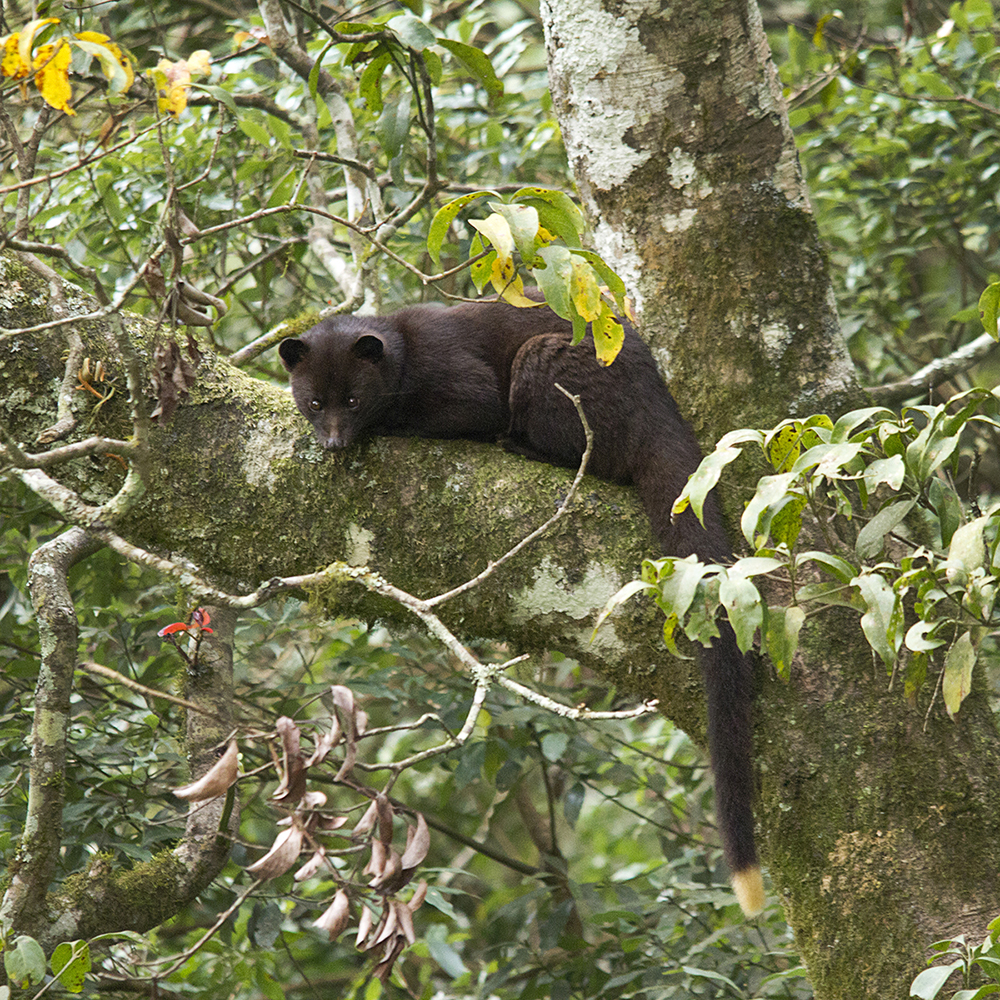
케랄라 주 문나르의 자연 서식지에서의 갈색사향고양이

갈색사향고양이의 분포는 문던투라이 타이거 보호지역의 서고츠 남단부터 북쪽의 고아 주 카르나타카 캐슬락까지 이어진다. 야행성동물이며, 이전에 생각했던 것만큼 희귀하지 않고 초기에는 현지에서 멸종된 것으로 간주했지만 코다이카날과 우타카문드에서 관찰된 기록이 있으며, 이는 남의 눈에 잘 띄지 않는 능력의 표지이다.